# Michiganterritoriet
Michiganterritoriet (engelska: Michigan Territory) var ett amerikanskt federalt territorium, som existerade från 30 juni 1805 till 26 januari 1837, varefter kvarstående områden uppgick i den amerikanska delstaten Michigan. Detroit var huvudstad.

## Bildande 1805

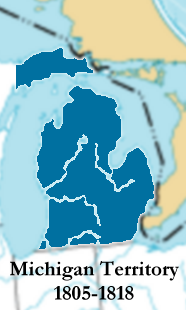

Michiganterritoriet bildades 1805 genom att ett område, nästan motsvarande dagens Michigan, bröts ur Indianaterritoriet.

## Utvidgning 1818

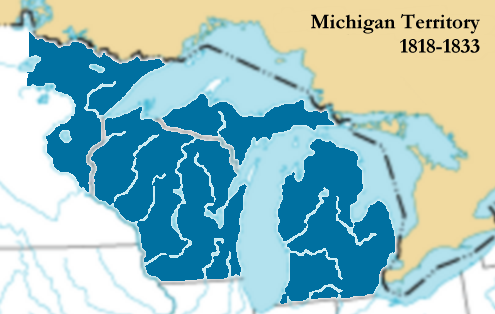

När Illinois bildades 1818, av de södra delarna av Illinoisterritoriet,  överfördes resterande delar till Michiganterritoriet. Ett mindre område överfördes samtidigt från Michiganterritoriet till Indiana, så att den sistnämnda staten fick tillträde till Lake Michigan.

## Utvidgning 1833

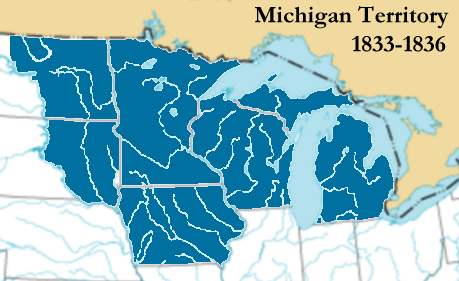

År 1833 överfördes det område som hade tillhört Louisianaköpet, och som låg norr om Missourifloden och öster om denna flod och White Earth River, till Michiganterritoriet. Det motsvarar i stort sett de östra delarna av nuvarande North Dakota och South Dakota, de västra delarna av nuvarande Minnesota, samt Iowa. I Michiganterritoriet i sin helhet ingick då de nuvarande delstaterna Michigan, Wisconsin, Iowa, Minnesota och stora delar av North och South Dakota.

## Toledo Strip 1835

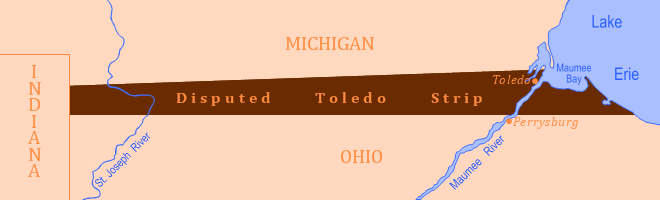
Det omtvistade området.

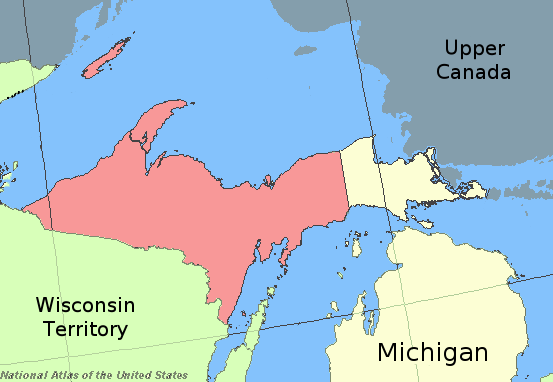
Det röda området tillfördes Michigan som ersättning för den avträdda Toledoremsan.

Inför bildandet av staten Michigan, uppstod en konflikt mellan den blivande staten och staten Ohio om gränsområdet mellan den sistnämnda staten och Michiganterritoriet. Det omtvistade området överfördes till Ohio, mot att den blivande staten skulle få sig tilldelat hela den övre halvön, Upper Peninsula, mellan Lake Superior och Lake Michigan.

## Delning 1836

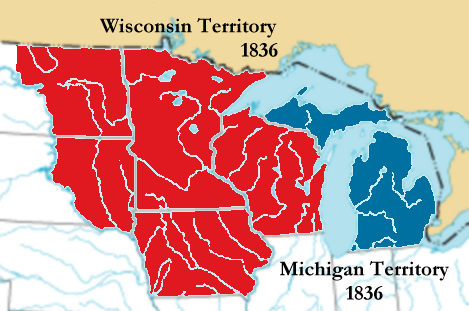

Inför staten Michigans bildande, delades Michiganterritoriet 1836, så att de delar som inte skulle ingå i den nya staten bildade det nya Wisconsinterritoriet. De kvarvarande delarna av Michiganterritoriet bildade 1837 staten Michigan.

### Fotnoter
1. ↑  ”Michigan” (på engelska). World Statesmen. http://www.worldstatesmen.org/US_states_L-M.html#Michigan. Läst 20 juli 2015.